# Базилевич Іван Вікторович
Іва́н Ві́кторович Базиле́вич — український лікар-терапевт, дослідник фізіології старіння. Доктор медичних наук (1928), професор (1938).

## Біографія
Народився в сім'ї мирового судді. Дід та прадід Івана були священиками. Навчався в Луцькій українській гімназії. Під час Першої світової війни 1915 року родина переїхала до Ставрополя. Там Іван закінчив Ставропольську гімназію з золотою медаллю. У 1917 році вступив на медичний факультет Київського університету Святого Володимира. З 3-го курсу працював фельдшером у терапевтичному відділенні Київського військового шпиталю. Закінчив уже Київський медичний інститут у 1922 році. Залишився працювати на кафедрі Феофіла Яновського, а також у новоствореній кафедрі внутрішніх хвороб ВУАН.
У 1928 році захистив дисертацію доктора медичних наук на тему «Поверхневий натяг сечі та його клінічне значення». Опонентами дисертації були Микола Стражеско, Василь Чаговець та Валентина Радзимовська. У 1928—1934 роках працював також консультантом-терапевтом Київської психіатричної лікарні.
Взимку 1930 року його було заарештовано разом з членами родини. Надалі Базилевича звільнили, але на роботу до інституту та ВУАН повернутися не дали. У 1931 році вдалося влаштуватися доцентом до Київського інституту вдосконалення лікарів. Паралельно працював в Інституті патології та гігієни праці.
У 1934 за рекомендацією Миколи Стражеска Олександр Богомолець взяв Івана Базилевича на роботу до Інституту клінічної фізіології АН УРСР. У 1936 році стає завідувачем відділу в Інституті експериментальної біології та патології НКОЗ УРСР. У кінці 1938 року призначений завідувачем кафедри шпитальної хірургії 2-го Київського медичного інституту. У тому ж році був серед організаторів Всесоюзного конгресу зі старіння.
Під час німецько-радянської війни лишився в окупації. У вересні 1943 року емігрував до Німеччини, а звідти до США. Член Української вільної академії наук з 1946 року, член НТШ.

## Публікації
- Базилевич І. В. До питання про застосування жіночої праці на тракторах. Профілактична медицина. 1932. № 1–2. С. 26
- Базилевич І. В. Нарис клінічної ферментології. К., 1936, 312 с.
- Базилевич І. В. Недокрів'я. К., 1937;
- Синдром нормальной старости // Старость. К., 1939;
- Спостереження таборового лікаря // Сьогочасне й минуле. НТШ. Мюнхен. 1949. Ч. 1–2;
- В. В. Радзимовська [Архівовано 27 серпня 2021 у Wayback Machine.] // Свобода. 1954. Ч. 55; 23 березня, с. 7
- Теофіл Яновський (1860—1928) // Лікарський Вісник. 1955. Ч. 2(4);
- The medical aspects of natural old age // Introduction to clinical gerontology. Munich, 1959;
- Міокардіяльний інфаркт: Істор. огляд // Лікарський Вісник. 1961. Ч. 21;
- Біологічний процес старіння // Лікарський Вісник. 1968. Ч. 69.